# Vaugrigneuse
Vaugrigneuse (prononcé [voɡʁiɲøz] ) est une commune française située à trente-trois kilomètres au sud-ouest de Paris dans le département de l'Essonne en région Île-de-France.
Ses habitants sont appelés les Valgrigniens.

## Géographie

### Situation
Vaugrigneuse est située à trente-trois kilomètres au sud-ouest de Paris-Notre-Dame, point zéro des routes de France, vingt-quatre kilomètres au sud-ouest d'Évry, quinze kilomètres au sud-ouest de Palaiseau, dix kilomètres au nord-ouest d'Arpajon, douze kilomètres au nord-est de Dourdan, douze kilomètres au sud-ouest de Montlhéry, dix-neuf kilomètres au nord-ouest d'Étampes, vingt-six kilomètres à l'est de Corbeil-Essonnes, trente-quatre kilomètres au nord-ouest de Milly-la-Forêt.

### Hydrographie

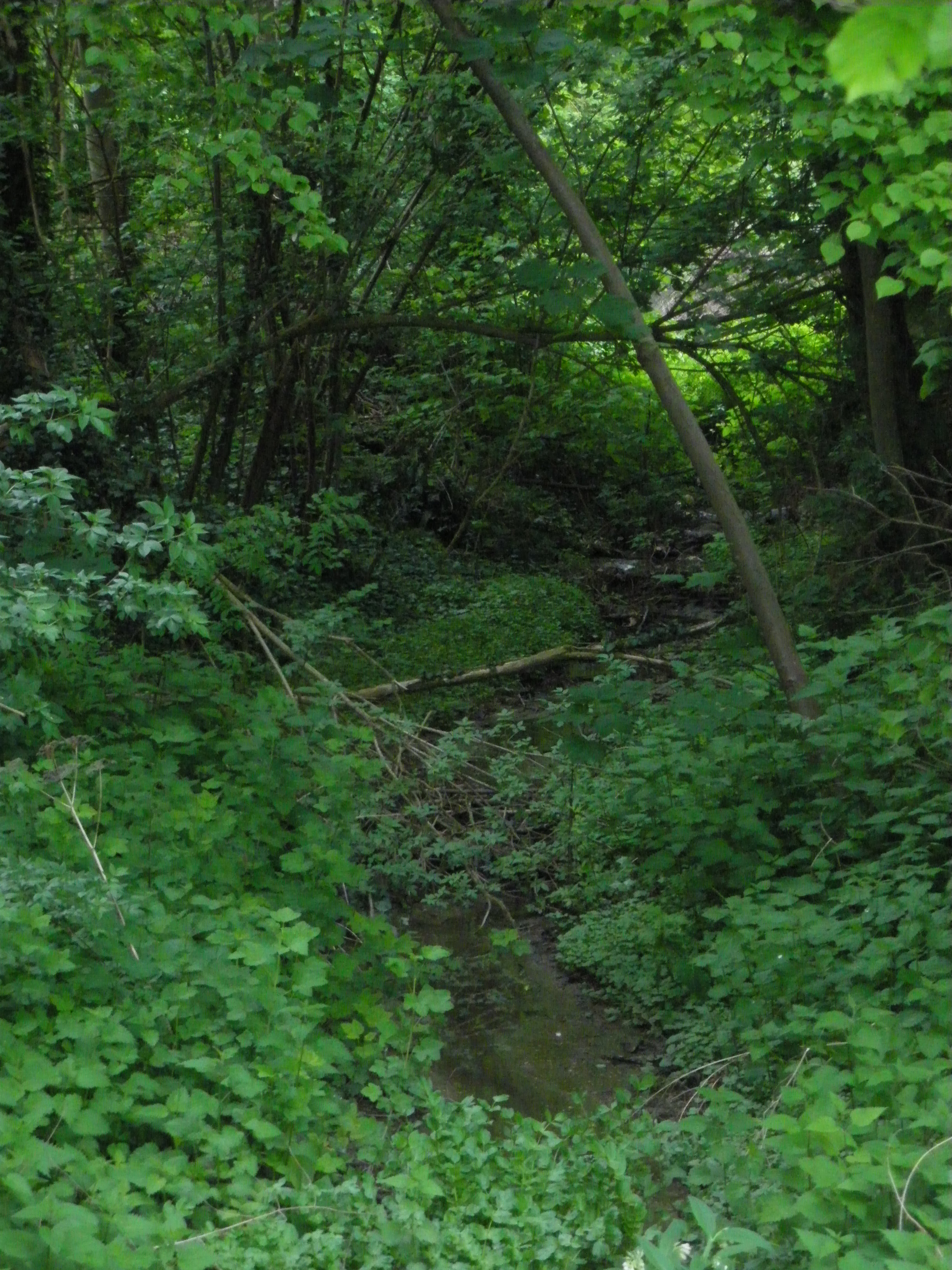
La Prédecelle.

La commune est arrosée par la Prédecelle, ruisseau de 19,1 km affluent de la Rémarde. La commune compte également quelques mares et étangs dans le Bois des Nots. Au nord du hameau la Fontaines aux Cossons se trouve un étang un peu plus grand, la Mare aux Chevaux.

### Communes limitrophes
| Forges-les-Bains |                      | Briis-sous-Forges          |
|                  | Vaugrigneuse         | Courson-Monteloup          |
| Angervilliers    | Le Val-Saint-Germain | Saint-Maurice-Montcouronne |

### Voies de communication et transports
La commune est desservie par les lignes 6 et 39-05 A du réseau de bus Centre et Sud Yvelines.

### Climat
Pour des articles plus généraux, voir Climat de l'Île-de-France et Climat de l'Essonne.
En 2010, le climat de la commune est de type climat océanique dégradé des plaines du Centre et du Nord, selon une étude du CNRS s'appuyant sur une série de données couvrant la période 1971-2000. En 2020, Météo-France publie une typologie des climats de la France métropolitaine dans laquelle la commune est exposée à un climat océanique altéré et est dans la région climatique Sud-ouest du bassin Parisien, caractérisée par une faible pluviométrie, notamment au printemps (120 à 150 mm) et un hiver froid (3,5 °C).
Pour la période 1971-2000, la température annuelle moyenne est de 11,2 °C, avec une amplitude thermique annuelle de 15,2 °C. Le cumul annuel moyen de précipitations est de 664 mm, avec 10,7 jours de précipitations en janvier et 7,9 jours en juillet. Pour la période 1991-2020, la température moyenne annuelle observée sur la station météorologique la plus proche, située sur la commune de Fontenay-lès-Briis à 3 km à vol d'oiseau, est de 11,6 °C et le cumul annuel moyen de précipitations est de 696,0 mm,. Pour l'avenir, les paramètres climatiques de la commune estimés pour 2050 selon différents scénarios d'émission de gaz à effet de serre sont consultables sur un site dédié publié par Météo-France en novembre 2022.
| Mois                                  | jan.           | fév.           | mars           | avril         | mai             | juin          | jui.          | août           | sep.           | oct.          | nov.             | déc.             | année     |
| ------------------------------------- | -------------- | -------------- | -------------- | ------------- | --------------- | ------------- | ------------- | -------------- | -------------- | ------------- | ---------------- | ---------------- | --------- |
| Température minimale moyenne (°C)     | 1,5            | 1,2            | 3,1            | 5             | 8,6             | 11,6          | 13,4          | 13,2           | 10,2           | 7,7           | 4,4              | 2,1              | 6,8       |
| Température moyenne (°C)              | 4,4            | 4,9            | 7,9            | 10,7          | 14,3            | 17,5          | 19,8          | 19,6           | 16             | 12,1          | 7,6              | 4,8              | 11,6      |
| Température maximale moyenne (°C)     | 7,3            | 8,5            | 12,6           | 16,3          | 20,1            | 23,5          | 26,1          | 26             | 21,8           | 16,6          | 10,9             | 7,6              | 16,4      |
| Record de froid (°C) date du record   | −18 17.01.1985 | −13,5 07.02.12 | −10,8 01.03.05 | −6 06.04.21   | −1,5 06.05.19   | 1,1 01.06.06  | 2 02.07.1966  | 3,7 30.08.1964 | 0,5 17.09.1971 | −4,1 21.10.10 | −10,4 24.11.1998 | −16,5 29.12.1964 | −18 1985  |
| Record de chaleur (°C) date du record | 16,5 27.01.03  | 20,7 27.02.19  | 24,9 31.03.21  | 29,2 20.04.18 | 32,5 25.05.1989 | 37,5 21.06.17 | 42,5 25.07.19 | 40,2 12.08.03  | 34,8 15.09.20  | 30 01.10.1985 | 21,5 07.11.15    | 17,3 07.12.00    | 42,5 2019 |
| Précipitations (mm)                   | 54,2           | 48,6           | 50,4           | 47,5          | 69              | 58            | 61,1          | 62,6           | 50,9           | 61,2          | 61,2             | 71,3             | 696       |

## Urbanisme

### Typologie
Au 1er janvier 2024, Vaugrigneuse est catégorisée commune rurale à habitat dispersé, selon la nouvelle grille communale de densité à sept niveaux définie par l'Insee en 2022.
Elle est située hors unité urbaine. Par ailleurs la commune fait partie de l'aire d'attraction de Paris, dont elle est une commune de la couronne,. Cette aire regroupe 1 929 communes,.

### Occupation des solssimplifiée
Le territoire de la commune se compose en 2017 de 82,46 % d'espaces agricoles, forestiers et naturels, 6,38 % d'espaces ouverts artificialisés et 11,16 % d'espaces construits artificialisés.

### Lieux-dits, écarts et quartiers
Deux hameaux sont implantés en dehors du village : la Fontaine aux Cossons au sud de la commune, et Machery à l'ouest.

## Toponymie
Le nom de la localité est attesté sous la forme latinisée Vallegrunuita en 1118 et Vallis grignosa en 1274, Villa grignosa  au XVe siècle, Vallis grainosa, vallis graniosa (sans date).
La commune fut créée en 1793 sous son nom actuel, le Bulletin des lois de 1801 introduisit la forme alternative de Vaugrigneux, val étant soit masculin (comme aujourd'hui), soit féminin en ancien français (d'où Laval).
Il s'agit d'une formation toponymique en Val- au sens de « vallon, vallée ». Il est suivi de l'adjectif d'ancien français grigneux, au féminin grigneuse. Il signifie « triste » en ancien français, on le retrouve également dans Grigneuseville (Seine-Maritime, Greinosavilla 1164) et Grenieuseville (Eure, Gregnosavilla 1130). Il s'agit d'un dérivé du verbe grigner (greignier XIe siècle « grincer des dents, grommeler, grimacer »), encore employé en français régional,. Dans le cas présent, Marianne Mulon y voit un emploi figuré au sens de « vallée où le terrain est inégal, fait de rides », dans le sens de « terrain difficile à labourer ».

## Histoire

### Les Seigneurs de Vaugrigneuse
Les croisades. Les seigneurs de Vaugrigneuse apparaissent dans les textes dès le XIIe siècle :
Le cartulaire du Prieuré de Longpont de 1118 mentionne la présence du seigneur Burchard de Vaugrigneuse aux funérailles de Milon de Bray, seigneur de Montlhéry assassiné par Hugues de Crécy, seigneur de Gometz-Le-Châtel. À cette époque, un château fort entouré de fossés existe dans le fief. Les seigneurs de Vaugrigneuse, hommes liges du roi, sont tenus d'assurer la garde au château de Montlhéry quarante jours par an.
En 1188 Guy de Vaugrigneuse se joignit à la troisième croisade. Plus tard, Philippe Auguste lui confia la garde du château de Gisors, repris à Richard d’Angleterre.
Il l’occupait en 1194, quand le Roi Richard songeait encore à en faire le siège.
Jusqu'en 1395, le château fort de Vaugrigneuse et les terres appartiennent à la famille de Vaugrigneuse.
À la fin du XIVe siècle, le fief passe aux mains des seigneurs de Briis-sous-Forges, Jacques de Montmort, puis Denis Dumoulin, évêque de Paris, et son frère Pierre Dumoulin, archevêque de Toulouse.
Durant la guerre de Cent Ans, Jean sans Peur s'empare du château de Montlhéry, et de nombreux autres dans les environs, et établit une garnison qui dévaste la région. La forteresse de Vaugrigneuse est probablement détruite à cette époque.

### Jehan Héroard Seigneur de Vaugrigneuse et Médecin Royal
Jehan HeroardEn 1554, la seigneurie devient la propriété de Guillaume Duval, trésorier de la généralité de Tours, qui la transmet à son gendre, Jehan Héroard, conseiller du roi, médecin de Charles IX, Henri III, Henri IV et Louis XIII.
Jehan Héroard fait construire le château actuel, bâtir la chapelle nord de l'église, et obtient en 1618 que la paroisse de Vaugrigneuse soit détachée de celle de Briis-sous-Forges, à laquelle elle est alors réunie depuis plus de 150 ans.
En 1624, Louis XIII lui accorde les droits de haute, moyenne et basse justice sur ses terres de Vaugrigneuse, qui échappent ainsi à la dépendance de la seigneurie de Briis.
Jean Héroard meurt pendant le siège de La Rochelle en 1628, à l'âge de 67 ans.
Son tombeau se trouve dans la chapelle nord de l’église Ste Marie-Madeleine. Une plaque de marbre y fut apposée par Anne Duval son épouse :
«  Messire Jehan Herouard vivant Seigneur de Vaugrigneuse, de l’Orme le Gras & de « Launoy-Courçon, Conseiller du Roy en ses Conseils, Secrétaire de Sa Majesté, « Maison et Couronne de France & de ses Finances, & son premier Médecin ; lequel « a servi les Roi Charles IX, Henri III  & Henri IV eu qualité de Médecin ordinaire,
« & Louis XIII à présent heureusement regnant en qualité de premier Médecin depuis « sa naissance, & l’espace de vingt-sept ans témoigné une affection sans exemple « envers sa Majesté, au service de laquelle il décéda à Aytré au camp devant la « Rochelle le dixième jour de Février 1628 en l’an soixante septième de son âge ; par « son testament a voulu être inhumé dans sa Chapelle qu’il a fait bâtir en cette « Eglise, laquelle il a fait rétablir en Paroisse qui avoit été unie avec la Paroisse de « Briis plus de cent cinquante ans auparavant, & a voulu être le Fondateur de la « Paroisse de Vaugrigneuse.
« Priez Dieu pour lui.
Dans son journal « Le Mousquetaire » du lundi 30 avril 1855, Alexandre Dumas fait l’éloge de Jehan Hérouard  pour avoir consacré vingt trois ou vingt quatre années de sa vie au travail ingrat que représentait l’écriture du journal de toutes les actions et de la santé de Louis, Dauphin de France puis Roi sous le nom de Louis XIII.
Sous le titre de « Ludovicotrophie » ce journal représentait six volumes manuscrits en format in-folio.

### L’église de Vaugrigneuse  rétablie en paroisse: Le premier baptême acté dans les registres paroissiaux de Vaugrigneuse
« Premièrement
«  Le dit jour quinze Aoûst au dit an 1618 fut par moi André Sageon curé du dit lieu, « Baptisé dans la dite église Hédouard Roussiau fils de Georges Roussiau et de « Claudine Michaux, Son parrain fut Hedouard Heroard, sa marraine fut Dame Anne « du Val, dame dudit Vaugrigneuse.
L'église de VaugrigneusePlusieurs annotations ont été portées sur cette première page du registre des naissances par Claude Narbonne, curé de Vaugrigneuse de 1668 jusqu’à sa mort le 25 décembre 1697.
À la suite de l’acte de baptême il a rajouté :
« On m’a dit que l’enfant était âgé de six mois lorsqu’il a été baptisé »
Avant la révolution de 1789 et la création des communes, un enfant était baptisé le jour même de sa naissance au plus tard le lendemain. L’acte de baptême avait ainsi valeur d’acte de naissance.
C'est par l'ordonnance de Villers-Cotterêts (août 1539) que le pouvoir royal a commencé à s'intéresser à la tenue des registres paroissiaux (utilisation de la langue française et non les langues régionales pour rédiger les actes). Cependant, le texte fondamental est l'ordonnance civile donnée par Louis XIV à Saint-Germain-en-Laye en avril 1667, communément appelée "Code Louis". Cette ordonnance apporte des précisions sur la tenue des registres paroissiaux (registres dressés en double exemplaire, dont un doit être déposé au greffe du juge royal).
Sous le titre du Registre, à la suite de la date  « quinze jour d’Aoûst mil six cent dix huit » Il est rajouté « C’est l’année que l’Eglise de Vaugrigneuse a été rétablie en paroisse » (Cela peut expliquer la date tardive du baptême de Hedouard Roussiau)
En marge de cette première page de 1618, Claude Narbonne rédige l’acte de baptême daté  du 15 mai 1676, d’une nouvelle cloche pour l’église :
« Le dimanche 15 de may mil six cent soixante seize après vêpres, la grosse cloche « de Vaugrigneuse qui a pour date 1675 et pour dicton « Soli deo honor et gloria » « fut beniste par moy curé soussigné.
« Madame de Candé, dame du dit lieu luy a donné nom « Marie Madeleine ». Elle « pèse cent vingt trois livres et a été changée contre une autre cassée pesant 117. « Elle a couté six sous pour livre de charge et en tout avec le bâti en bois quarante « quatre livres et deux sous. »
« C.Narbonne

### Un village essentiellement agricole
Jusqu'à la Révolution, différents propriétaires se succèdent dans le château de Vaugrigneuse, puis les possessions de l'église et le château sont vendus comme biens nationaux. Le citoyen Bouillette, premier maire de la commune, achète le domaine, qu'il revend quelques années plus tard au vicomte de Vernaux.
Soixante treize foyers vivaient en 1709 à Vaugrigneuse et les hameaux de Machery, Le Chatenier (sic) et La Fontaine aux Cochons (sic). En 1745, leur nombre n'était encore que de soixante dix neuf.
En 1726, selon le Dictionnaire Universel de la France, le village abritait 358 habitants.
Au XIXe siècle, une mairie-école et plusieurs lavoirs furent construits. L'essentiel de l'activité des habitants est tournée vers l'agriculture et, à la fin du XXe siècle, Vaugrigneuse est encore entourée d'exploitations agricoles.

### Fait divers tragique: l’assassinat de Nicolas Marot, curé de Vaugrigneuse
L'assassinat de Nicolas Marot. Cet infortuné curé, au bout de trente huit ans de cure, et sur le seul soupçon qu’il pouvait bien, pendant une si longue suite d’années, avoir amassé quelque argent, eut le malheur, la nuit du 3 au 4 juin 1757, d’être attaqué par une compagnie de neuf brigands, dont une partie le brûlait à petit feu, tandis que l’autre le volait du peu d’argenterie qu’il possédait, et d’une cinquantaine d’écus en argent qu’il pouvait avoir. L’emplacement du  presbytère éloigné des maisons et masqué par l’église, fit que les plus proches voisins ne purent ni rien voir ni rien entendre de ce qui se passait.
À la suite de ce tragique événement, la plus petite des cloches de l’église fut installée au presbytère pour permettre au curé de donner l’alarme.

### L’école à Vaugrigneuse
Un mémoire de 1681 relatif à un procès sur l’acquisition du Château de Vaugrigneuse, fait allusion à une maison dite de « l’ancienne école » ce qui montre qu’un enseignement était délivré dès le XVIIe siècle, dans notre village. D’autres sources laissent à penser que cette école se trouvait à « Lafontaine aux colchons ».(sic)
Il est vrai que sous l’Ancien Régime existaient de « petites écoles » destinées à donner une instruction de base aux enfants (lire, écrire, compter). Le pouvoir royal encourageait ces écoles, mais sans s'impliquer, ni pour l'organisation, ni pour le financement. Les petites écoles étaient donc sous la dépendance des évêques et des communautés locales. Le financement venait uniquement des familles et elles étaient généralement réservées aux garçons.  
Si l’on n’a pas trouvé précisément où se trouvait cette « ancienne école », on sait parfaitement que la « nouvelle » fonctionna dès le début du XVIIIe siècle, ce qui est assez remarquable si l’on sait qu’un siècle plus tard, plus de la moitié des communes de France ne possédaient pas encore d’école. Elle se situait  au nord de l’église et  attenante à celle-ci. L’école publique, établie après la révolution, restera d’ailleurs à cet emplacement jusqu’à la construction en 1906-1907 de la mairie et de l’école actuelle.
L’école paroissiale et son jardin étaient propriété de la « fabrique » (*) qui payait le maître d’école, non seulement pour faire la classe mais également pour chanter à l’église, et même accompagner le curé lorsqu’il portait les derniers sacrements aux malades !
C’est Valentin Delic, curé de la paroisse de 1757 à 1796, qui en 1761 fit construire de ses deniers la « maison d’école » où logeait le maître.
L’école n’avait qu’un rez-de-chaussée. Le 1er étage n’existait qu’en partie et servit plus tard de salle de mairie. En 1860 le fournil bordant la route fut démoli pour permettre l’agrandissement du 1er étage sur toute la longueur de la maison et y loger l’instituteur.
En 1872 on décida d’assainir la salle de classe en y perçant deux ouvertures. L’ancienne sacristie fut  également démolie pour ouvrir un passage qui permettra deux ans plus tard aux enfants d’accéder à une cour de récréation établie sur l’emplacement de l’ancien cimetière « avec, au fond, des cabinets d’aisance bien disposés ».
La salle de classe mesurait 35 mètres carrés; ses murs étaient garnis de trois tableaux noirs, de cartes de géographie, d’un compendium métrique et d’une pendule. Cinq tables bancs permettaient d’accueillir 26 élèves ce qui était suffisant, car depuis 1861 les filles étaient scolarisées dans une école religieuse créée à Vaugrigneuse par Madame de Lihus.  
(*) Chargée d’assurer la responsabilité de la collecte et l'administration des fonds et revenus nécessaires à la construction et l'entretien des édifices religieux et du mobilier de la paroisse

### Vaugrigneuse et la France Libre
La plaque en mémoire des époux Rivat Claude Rivat (1895 –1966) et son épouse Thérèse (1895 – 1982) étaient membres du réseau Brutus-Boyer dont l’activité consistait à établir et à transmettre à Londres des plans des installations allemandes.
Le 19 février 1944, à la suite d'une dénonciation qui fit tomber aux mains de la Gestapo plusieurs membres du réseau, ils furent arrêtés chez eux à Machery avec l’agent de liaison Ernest Delapart, dit Émile.
Thérèse Rivat n’eut que le temps de cacher le courrier pour Londres dans une table de jeu à double fond.
Thérèse fut conduite au fort de Romainville puis à la prison de Fresnes avant d’être déportée à Ravensbrück le 13 mai 1944 sous le matricule 38986. Elle y rencontra Geneviève de Gaulle, nièce du général. Rapatriée par les autorités suisses à sa libération, elle ne pesait plus que 30 kilos.
Claude, après avoir transité par Compiègne fut déporté à Mauthausen avec le matricule 63070. Libéré le 6 mai 1945 par l’armée américaine il fut rapatrié le 24 mai 1945.
Héros de la Résistance Claude et Thérèse Rivat ont été décorés de la Légion d’Honneur.
Une plaque fut apposée par la Mairie sur leur maison le 15 mars 1969. Une autre plaque fut posée sur le lavoir de Machery le 23 octobre 1999, à l’initiative du Souvenir Français.

## Politique et administration

### Politique locale
La commune de Vaugrigneuse est rattachée au canton de Dourdan, à l'arrondissement de Palaiseau et à la quatrième circonscription de l'Essonne.

### Liste des maires
| Période                                  | Période  | Identité          | Étiquette | Qualité    |
| ---------------------------------------- | -------- | ----------------- | --------- | ---------- |
| Les données manquantes sont à compléter. |          |                   |           |            |
| 2001                                     | 2020     | Marcel Bayen      | DVD       | Professeur |
| 2020                                     | En cours | Thérèse Blanchier |           |            |

### Tendances et résultats politiques
Élections présidentielles, résultats des deuxièmes tours :
- Élection présidentielle de 2002 : 88,07 % pour Jacques Chirac (RPR), 11,93 % pour Jean-Marie Le Pen (FN), 83,70 % de participation[31].
- Élection présidentielle de 2007 : 53,67 % pour Nicolas Sarkozy (UMP), 46,33 % pour Ségolène Royal (PS), 87,32 % de participation[32].
- Élection présidentielle de 2012 : 50,22 % pour Nicolas Sarkozy (UMP), 49,78 % pour François Hollande (PS), 87,34 % de participation[33].

Élections législatives, résultats des deuxièmes tours :
- Élections législatives de 2002 : 53,42 % pour Pierre-André Wiltzer (UMP), 46,58 % pour Marianne Louis (PS), 64,04 % de participation[34].
- Élections législatives de 2007 : 55,37 % pour Nathalie Kosciusko-Morizet (UMP), 44,63 % pour Olivier Thomas (PS), 61,48 % de participation[35].
- Élections législatives de 2012 : 51,20 % pour Olivier Thomas (PS), 48,80 % pour Nathalie Kosciusko-Morizet (UMP), 65,61 % de participation[36].

Élections européennes, résultats des deux meilleurs scores :
- Élections européennes de 2004 : 26,44 % pour Harlem Désir (PS), 15,52 % pour Marielle de Sarnez (UDF), 47,21 % de participation[37].
- Élections européennes de 2009 : 25,82 % pour Daniel Cohn-Bendit (Europe Écologie), 25,22 % pour Michel Barnier (UMP), 42,34 % de participation[38].

Élections régionales, résultats des deux meilleurs scores :
- Élections régionales de 2004 : 53,97 % pour Jean-Paul Huchon (PS), 37,47 % pour Jean-François Copé (UMP), 67,07 % de participation[39].
- Élections régionales de 2010 : 57,11 % pour Jean-Paul Huchon (PS), 42,86 % pour Valérie Pécresse (UMP), 52,48 % de participation[40].

Élections cantonales, résultats des deuxièmes tours :
- Élections cantonales de 2001 : données manquantes.
- Élections cantonales de 2008 : 63,15 % pour Christian Schoettl (DVD) élu au premier tour, 20,70 % pour Jacques Lucien Serna (MoDem), 62,21 % de participation[41].

Élections municipales, résultats des deuxièmes tours :
- Élections municipales de 2001 : données manquantes.
- Élections municipales de 2008 : 477 voix pour Françoise Sontag (?), 473 voix pour Michel Guillemard (?), 62,07 % de participation[42].

Référendums :
- Référendum de 2000 relatif au quinquennat présidentiel : 66,33 % pour le Oui, 33,67 % pour le Non, 33,97 % de participation[43].
- Référendum de 2005 relatif au traité établissant une Constitution pour l'Europe : 53,85 % pour le Oui, 46,15 % pour le Non, 74,93 % de participation[44].

## Population et société

### Démographie

#### Évolution démographique
L'évolution du nombre d'habitants est connue à travers les recensements de la population effectués dans la commune depuis 1793. Pour les communes de moins de 10 000 habitants, une enquête de recensement portant sur toute la population est réalisée tous les cinq ans, les populations de référence des années intermédiaires étant quant à elles estimées par interpolation ou extrapolation. Pour la commune, le premier recensement exhaustif entrant dans le cadre du nouveau dispositif a été réalisé en 2005.

En 2022, la commune comptait 1 451 habitants, en évolution de +13,8 % par rapport à 2016 (Essonne : +2,89 %, France hors Mayotte : +2,11 %).
| 1793 | 1800 | 1806 | 1821 | 1831 | 1836 | 1841 | 1846 | 1851 |
| ---- | ---- | ---- | ---- | ---- | ---- | ---- | ---- | ---- |
| 463  | 454  | 413  | 453  | 428  | 432  | 435  | 427  | 418  |

| 1856 | 1861 | 1866 | 1872 | 1876 | 1881 | 1886 | 1891 | 1896 |
| ---- | ---- | ---- | ---- | ---- | ---- | ---- | ---- | ---- |
| 389  | 385  | 375  | 420  | 385  | 381  | 375  | 373  | 370  |

| 1901 | 1906 | 1911 | 1921 | 1926 | 1931 | 1936 | 1946 | 1954 |
| ---- | ---- | ---- | ---- | ---- | ---- | ---- | ---- | ---- |
| 391  | 393  | 393  | 296  | 291  | 316  | 264  | 280  | 269  |

| 1962 | 1968 | 1975 | 1982 | 1990 | 1999  | 2005  | 2006  | 2010  |
| ---- | ---- | ---- | ---- | ---- | ----- | ----- | ----- | ----- |
| 281  | 338  | 508  | 700  | 903  | 1 084 | 1 180 | 1 203 | 1 269 |

| 2015  | 2020  | 2022  | - | - | - | - | - | - |
| ----- | ----- | ----- | - | - | - | - | - | - |
| 1 275 | 1 389 | 1 451 | - | - | - | - | - | - |

#### Pyramide des âges
En 2018, le taux de personnes d'un âge inférieur à 30 ans s'élève à 34,6 %, soit en dessous de la moyenne départementale (39,9 %). À l'inverse, le taux de personnes d'âge supérieur à 60 ans est de 24,4 % la même année, alors qu'il est de 20,1 % au niveau départemental.
En 2018, la commune comptait 662 hommes pour 659 femmes, soit un taux de 50,11 % d'hommes, légèrement supérieur au taux départemental (48,98 %).
Les pyramides des âges de la commune et du département s'établissent comme suit.
| Hommes | Classe d’âge | Femmes |
| ------ | ------------ | ------ |
| 1,4    | 90 ou +      | 3,1    |
| 6,2    | 75-89 ans    | 7,7    |
| 16,0   | 60-74 ans    | 14,4   |
| 20,6   | 45-59 ans    | 19,8   |
| 19,5   | 30-44 ans    | 22,1   |
| 16,3   | 15-29 ans    | 13,4   |
| 20,0   | 0-14 ans     | 19,5   |

| Hommes | Classe d’âge | Femmes |
| ------ | ------------ | ------ |
| 0,5    | 90 ou +      | 1,4    |
| 5,4    | 75-89 ans    | 7,2    |
| 12,9   | 60-74 ans    | 13,9   |
| 20     | 45-59 ans    | 19,4   |
| 19,9   | 30-44 ans    | 20,1   |
| 20     | 15-29 ans    | 18,2   |
| 21,3   | 0-14 ans     | 19,8   |

### Enseignement
Les élèves de Vaugrigneuse sont rattachés à l'académie de Versailles. La commune dispose sur son territoire de l'école maternelle Daniel Balavoine et de l'école élémentaire des Pensées.

### Santé
La commune dispose sur son territoire d'une maison de retraite.

### Sports
Pour les randonneurs, la commune est traversée par le GR de Pays du Hurepoix, qui relie la vallée de la Bièvre, à celle de l'Essonne, via l'Yvette, l'Orge, et la Juine.

### Lieux de culte

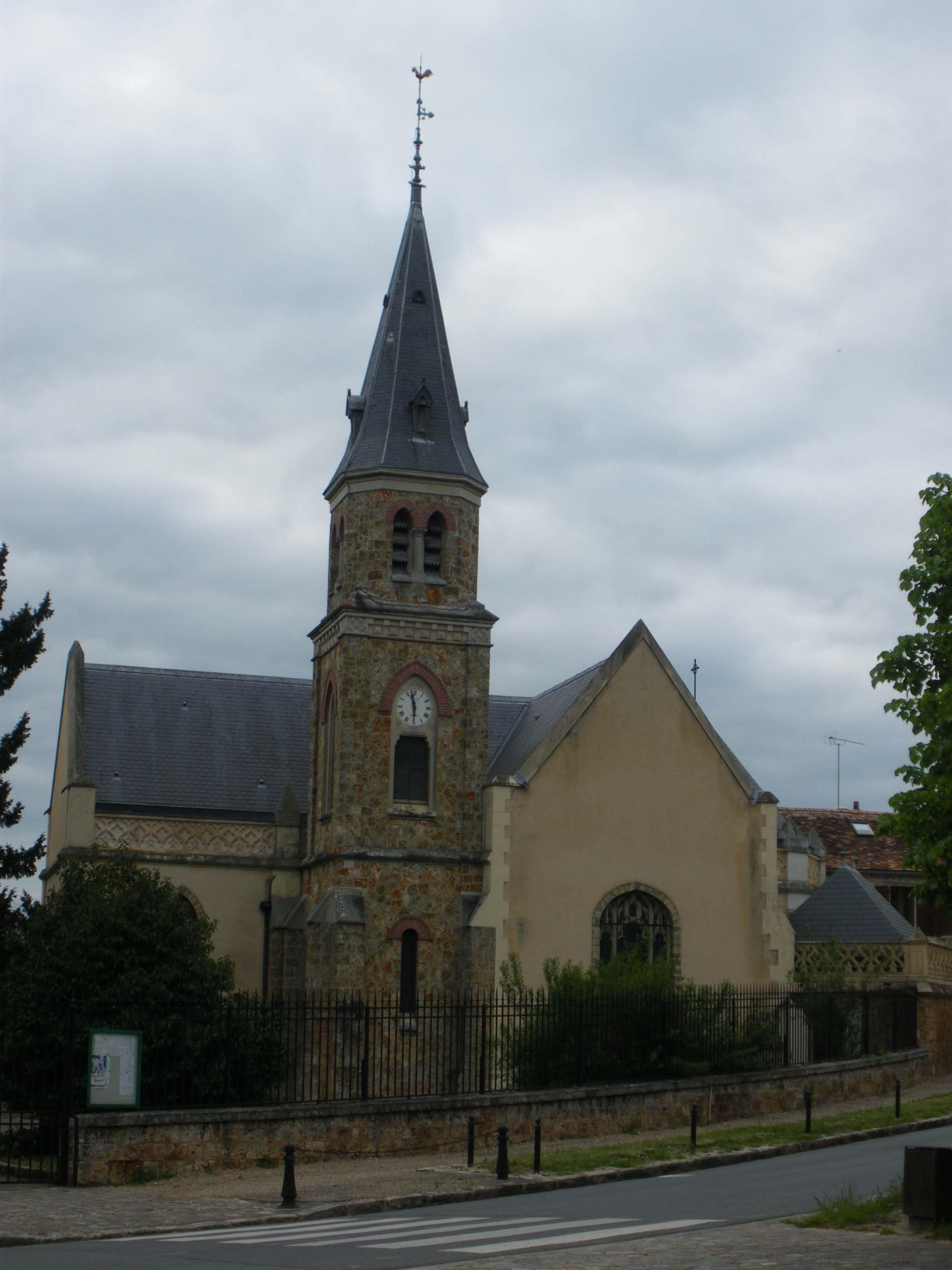
L'église Sainte-Marie-Madeleine.

La paroisse catholique de Vaugrigneuse est rattachée au secteur pastoral de Limours et au diocèse d'Évry-Corbeil-Essonnes. Elle dispose de l'église Sainte-Marie-Madeleine.

### Médias
L'hebdomadaire Le Républicain relate les informations locales. La commune est en outre dans le bassin d'émission des chaînes de télévision France 3 Paris Île-de-France Centre, IDF1 et Téléssonne intégré à Télif.

## Économie
- Exploitations agricoles.

### Emplois, revenus et niveau de vie en 2006
En 2006, le revenu fiscal médian par ménage était de 25 175 €, ce qui plaçait la commune au 397e rang parmi les 30 687 communes de plus de cinquante ménages que compte le pays et au trente-huitième rang départemental.
| Répartition des emplois par catégories socioprofessionnelles en 2006. |              |                                           |                                                   |                            |                          |                           |
|                                                                       | Agriculteurs | Artisans, commerçants, chefs d’entreprise | Cadres et professions intellectuelles supérieures | Professions intermédiaires | Employés                 | Ouvriers                  |
| Vaugrigneuse                                                          | -            | -                                         | -                                                 | -                          | -                        | -                         |
| Zone d’emploi d’Orsay                                                 | 0,2 %        | 3,7 %                                     | 36,2 %                                            | 26,2 %                     | 21,4 %                   | 12,3 %                    |
| Moyenne nationale                                                     | 2,2 %        | 6,0 %                                     | 15,4 %                                            | 24,6 %                     | 28,7 %                   | 23,2 %                    |
| Répartition des emplois par secteurs d’activités en 2006.             |              |                                           |                                                   |                            |                          |                           |
|                                                                       | Agriculture  | Industrie                                 | Construction                                      | Commerce                   | Services aux entreprises | Services aux particuliers |
| Vaugrigneuse                                                          | -            | -                                         | -                                                 | -                          | -                        | -                         |
| Zone d’emploi d’Orsay                                                 | 1,0 %        | 13,4 %                                    | 3,8 %                                             | 18,1 %                     | 30,5 %                   | 5,4 %                     |
| Moyenne nationale                                                     | 3,5 %        | 15,2 %                                    | 6,4 %                                             | 13,3 %                     | 13,3 %                   | 7,6 %                     |
| Sources : Insee,                                                      |              |                                           |                                                   |                            |                          |                           |

## Culture locale et patrimoine

### Patrimoine environnemental
Les bois au sud du territoire ont été recensés au titre des espaces naturels sensibles par le conseil départemental de l'Essonne.

### Patrimoine architectural

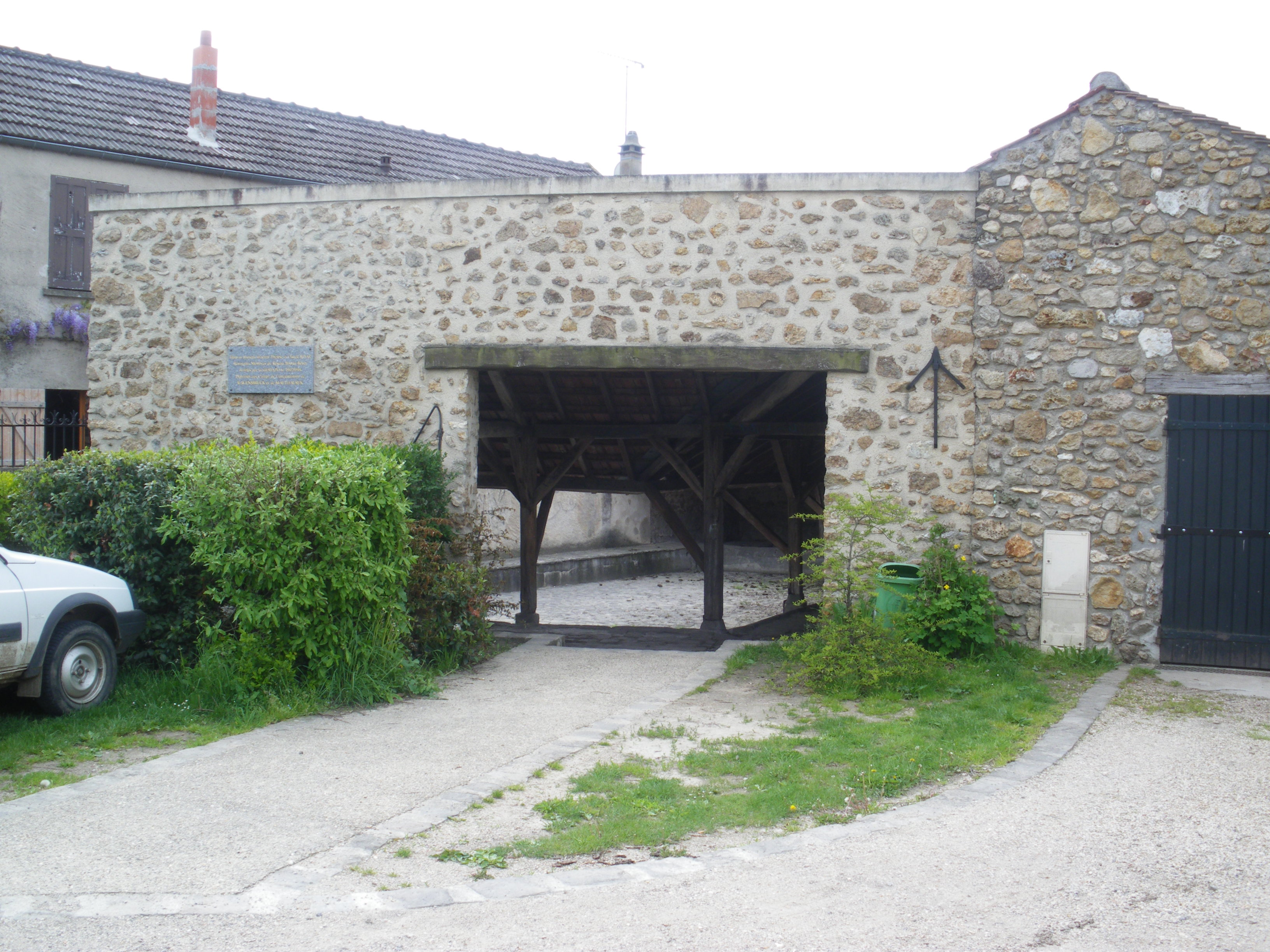
Le lavoir de Machery.

Plusieurs lieux au caractère remarquable sont présents sur le territoire de la commune.
- Château de Vaugrigneuse du XVIIe siècle, édifié par Jean Heroard, médecin des rois Charles IX, Henri III et Henri IV.
- L'église Sainte-Marie-Magdeleine, du XVe siècle.
- Château de la Fontaine aux Cossons.
- La fontaine aux Sœurs.
- Le lavoir de Machery.

### Personnalités liées à la commune
- Jean Héroard (1551-1628), médecin, en était le seigneur.
- Jacques Jubé (1674-1745), prêtre janséniste, y exerça.
- Louis-Jules Baron (1838-1898), évêque d'Angers de 1896 à 1898 y est y enterré.
- Serge Ginger (1928- 2011), psychologue, y enseigna.
- L'affaire Marion Fraisse s'est déclenchée à Vaugrigneuse le 13 février 2013 à la suite du suicide de celle-ci dû à du harcèlement scolaire.